# Número semiprimo
Em matemática, um número semiprimo (também chamado biprimo ou 2-quasi-primo, ou número pq), é um número natural que é o produto de dois números primos, não necessariamente distintos. Os primeiros semiprimos são 4, 6, 9, 10, 14, 15, 21, 22, 25, 26, 33, 34, 35, 38, 39, 46, 49, 51, 55, 57, 58, 62, 65, 69, 74, 77, 82, 85, 86, 87, 91, 93, 94, 95, ... (sequência A001358 na OEIS).
Até março de 2011, o maior semiprimo conhecido era (243,112,609 − 1)2, com mais de 25 milhões de dígitos. Esse número é o quadrado do maior número primo conhecido. O quadrado de qualquer número primo é semiprimo, e o maior semiprimo conhecido será sempre o quadrado do maior primo conhecido, a menos que os fatores do semiprimo não sejam conhecidos. É concebível que poderia ser encontrada uma forma de se provar que um número maior é um semiprimo sem conhecer os dois fatores, mas isso ainda não aconteceu com os maiores semiprimos encontrados até o momento.

## Propriedades
- Um semiprimo é sempre o quadrado de um número primo ou um número livre de quadrados.
- O valor da função totiente de Euler para um número semiprimo n = pq é particularmente simples quando p e q são distintos:
φ(n) = (p − 1) (q − 1) = p q − (p + q) + 1 = n − (p + q) + 1.
Por outro lado, se p e q são o mesmo número,
φ(n) = φ(p2) = (p − 1) p = p2 − p = n − p.
- O número total de fatores primos de um semiprimo é por definição
{\displaystyle \Omega (pq)=2}
- O conceito da função zeta primo pode ser adotado para semiprimos, definindo-se constantes como
{\displaystyle \sum _{\Omega (n)=2}{\frac {1}{n^{2}}}\approx 0.1407604} (sequência A117543 na OEIS)
{\displaystyle \sum _{\Omega (n)=2}{\frac {1}{n(n-1)}}\approx 0.17105} (sequência A152447 na OEIS)
{\displaystyle \sum _{\Omega (n)=2}{\frac {\ln n}{n^{2}}}\approx 0.28360} (sequência A154928 na OEIS)

## Aplicações
Os semiprimos são altamente úteis nas áreas de criptografia e de teoria dos números, mais especialmente na criptografia de chave pública onde são utilizados pelo RSA e pelos geradores de números pseudoaleatórios tais como o Blum Blum Shub. Estes métodos baseiam-se no facto de que encontrar dois números primos grandes e multiplicá-los é computacionalmente simples, enquanto encontrar os factores originais é bem mais difícil. Na competição de fatorização RSA, a RSA Security ofereceu prémios pela fatorização de grandes semiprimos específicos. O desafio mais recente terminou em 2007.
Na criptografia prática, não basta escolher qualquer semiprimo. Um bom número deve escapar de vários algoritmos de propósito especial bem conhecidos para a fatoração de números de certas formas. Os fatores p e q de n devem ser ambos bem grandes, e da mesma ordem de grandeza da raiz quadrada de n. Isso impraticável a divisão por tentativa e o algoritmo rho de Pollard. Ao mesmo tempo, eles não podem ser muito próximos um do outro, caso contrário o número poderá ser fatorado rapidamente pelo método de fatoração de Fermat. O número também pode ser escolhido de modo que um dos números p − 1, p + 1, q − 1, ou q + 1 seja liso, protegendo contra o algoritmo p − 1 de Pollard ou o algoritmo p + 1 de Williams. No entanto, estes testes não tem como levar em conta algoritmos futuros ou secretos, introduzindo-se a possibilidade de que os números em uso atualmente podem ser quebrados por algoritmos de propósito especial.
Em 1974 a mensagem de Arecibo foi enviada com um sinal de rádio que tinha como objetivo um aglomerado estelar. Consistiu em 1679 dígitos binários, previstos para serem interpretados como imagem bitmap. O número 1679 = 23×73 foi eleito porque é um semiprimo e portanto pode ser organizado apenas em 23 linhas e 73 colunas, ou 73 linhas e 23 colunas.